# 앨리슨 리드
앨리슨 리드(Alyson Reed, 1958년 1월 10일 ~ )는 미국의 배우이다.

## 출연 작품
- 애드 아스트라 (2019)
- 매디슨 하이 (2012)
- 하이 스쿨 뮤지컬: 졸업반 (2008)
- 하이 스쿨 뮤지컬 2 (2007)
- 저니맨 (2007)
- 하이 스쿨 뮤지컬 (2006)
- CSI 라스베가스 시즌1 (2000)
- 맨해튼 메링게! (1995)
- 시카고 메디컬 (1994)
- 간호사 (1993)
- 노라의 실종 (1993)
- 피부 깊숙이 (1989)
- 코러스 라인 (1985)